# Madrid Open 2019 - Qualificazioni singolare maschile
Le qualificazioni del singolare maschile del Madrid Open 2019 sono state un torneo di tennis preliminare per accedere alla fase finale della manifestazione. I vincitori dell'ultimo turno sono entrati di diritto nel tabellone principale. In caso di ritiro di uno o più giocatori aventi diritto a questi sono subentrati i lucky loser, ossia i giocatori che hanno perso nell'ultimo turno ma che avevano una classifica più alta rispetto agli altri partecipanti che avevano comunque perso nel turno finale.

## Teste di serie
1. Pierre-Hugues Herbert (qualificato)
2. Benoît Paire (primo turno)
3. Hubert Hurkacz (qualificato)
4. Damir Džumhur (primo turno)
5. Adrian Mannarino (ultimo turno, lucky loser)
6. Mackenzie McDonald (primo turno)
7. Taylor Fritz (qualificato)

1. Reilly Opelka (qualificato)
2. Martin Kližan (qualificato)
3. Leonardo Mayer (primo turno)
4. Robin Haase (ultimo turno)
5. Ugo Humbert (primo turno)
6. Nicolás Jarry (primo turno)
7. Tarō Daniel (primo turno)

## Qualificati
1. Pierre-Hugues Herbert
2. Albert Ramos Viñolas
3. Hubert Hurkacz
4. Hugo Dellien

1. Martin Kližan
2. Reilly Opelka
3. Taylor Fritz

### Lucky loser
1. Adrian Mannarino

## Tabellone

### Legenda
| - Q = Qualificato - WC = Wild card - LL = Lucky loser | - ALT = Alternate - SE = Special Exempt - PR = Protected Ranking | - w/o = Walkover - r = Ritirato - d = Squalificato |

### Sezione 1
|  | Primo turno | Primo turno           | Primo turno           | Primo turno | Primo turno |  |  | Ultimo turno | Ultimo turno          | Ultimo turno | Ultimo turno | Ultimo turno |  |
|  |             |                       |                       |             |             |  |  |              |                       |              |              |              |  |
|  | 1           | Pierre-Hugues Herbert | Pierre-Hugues Herbert | 6           | 6           |  |  |              |                       |              |              |              |  |
|  | Alt         | Denis Kudla           | Denis Kudla           | 3           | 4           |  |  | 1            | Pierre-Hugues Herbert | 5            | 6            | 7            |  |
|  |             | Bernard Tomić         | 7                     | 2           | 5           |  |  | 11           | Robin Haase           | 7            | 3            | 65           |  |
|  | 11          | Robin Haase           | 6                     | 6           | 7           |  |  |              |                       |              |              |              |  |

### Sezione 2
|  | Primo turno | Primo turno          | Primo turno  | Primo turno | Primo turno |  |  | Ultimo turno | Ultimo turno         | Ultimo turno | Ultimo turno | Ultimo turno |  |
|  |             |                      |              |             |             |  |  |              |                      |              |              |              |  |
|  | 2           | Benoît Paire         | Benoît Paire | 1           | 1           |  |  |              |                      |              |              |              |  |
|  |             | Casper Ruud          | Casper Ruud  | 6           | 6           |  |  |              | Casper Ruud          | 6            | 63           | 1            |  |
|  |             | Albert Ramos Viñolas | 3            | 6           | 7           |  |  |              | Albert Ramos Viñolas | 2            | 7            | 6            |  |
|  | 14          | Tarō Daniel          | 6            | 3           | 62          |  |  |              |                      |              |              |              |  |

### Sezione 3
|  | Primo turno | Primo turno             | Primo turno             | Primo turno | Primo turno |  |  | Ultimo turno | Ultimo turno            | Ultimo turno            | Ultimo turno | Ultimo turno |  |
|  |             |                         |                         |             |             |  |  |              |                         |                         |              |              |  |
|  | 3           | Hubert Hurkacz          | Hubert Hurkacz          | 6           | 6           |  |  |              |                         |                         |              |              |  |
|  | WC          | Marcel Granollers       | Marcel Granollers       | 0           | 2           |  |  | 3            | Hubert Hurkacz          | Hubert Hurkacz          | 6            | 6            |  |
|  | WC          | Roberto Carballés Baena | Roberto Carballés Baena | 7           | 6           |  |  | WC           | Roberto Carballés Baena | Roberto Carballés Baena | 4            | 4            |  |
|  | 12          | Ugo Humbert             | Ugo Humbert             | 6(1)        | 1           |  |  |              |                         |                         |              |              |  |

### Sezione 4
|  | Primo turno | Primo turno     | Primo turno    | Primo turno | Primo turno |  |  | Ultimo turno | Ultimo turno    | Ultimo turno | Ultimo turno | Ultimo turno |  |
|  |             |                 |                |             |             |  |  |              |                 |              |              |              |  |
|  | 4           | Damir Džumhur   | 3              | 6           | 3           |  |  |              |                 |              |              |              |  |
|  |             | Guido Andreozzi | 6              | 1           | 6           |  |  |              | Guido Andreozzi | 6            | 4            | 2            |  |
|  |             | Hugo Dellien    | Hugo Dellien   | 6           | 6           |  |  |              | Hugo Dellien    | 3            | 6            | 6            |  |
|  | 10          | Leonardo Mayer  | Leonardo Mayer | 2           | 4           |  |  |              |                 |              |              |              |  |

### Sezione 5
|  | Primo turno | Primo turno      | Primo turno    | Primo turno | Primo turno |  |  | Ultimo turno | Ultimo turno     | Ultimo turno     | Ultimo turno | Ultimo turno |  |
|  |             |                  |                |             |             |  |  |              |                  |                  |              |              |  |
|  | 5           | Adrian Mannarino | 6              | 65          | 7           |  |  |              |                  |                  |              |              |  |
|  | WC          | Jorge Plans      | 4              | 7           | 5           |  |  | 5            | Adrian Mannarino | Adrian Mannarino | 3            | 2            |  |
|  |             | Ernests Gulbis   | Ernests Gulbis | 4           | 67          |  |  | 9            | Martin Kližan    | Martin Kližan    | 6            | 6            |  |
|  | 9           | Martin Kližan    | Martin Kližan  | 6           | 7           |  |  |              |                  |                  |              |              |  |

### Sezione 6
|  | Primo turno | Primo turno          | Primo turno          | Primo turno | Primo turno |  |  | Ultimo turno | Ultimo turno         | Ultimo turno | Ultimo turno | Ultimo turno |  |
|  |             |                      |                      |             |             |  |  |              |                      |              |              |              |  |
|  | 6           | Mackenzie McDonald   | Mackenzie McDonald   | 1           | 2           |  |  |              |                      |              |              |              |  |
|  |             | Juan Ignacio Londero | Juan Ignacio Londero | 6           | 6           |  |  |              | Juan Ignacio Londero | 67           | 7            | 2            |  |
|  |             | Mischa Zverev        | Mischa Zverev        | 62          | 63          |  |  | 8            | Reilly Opelka        | 7            | 5            | 6            |  |
|  | 8           | Reilly Opelka        | Reilly Opelka        | 7           | 7           |  |  |              |                      |              |              |              |  |

### Sezione 7
|  | Primo turno | Primo turno   | Primo turno  | Primo turno | Primo turno |  |  | Ultimo turno | Ultimo turno | Ultimo turno | Ultimo turno | Ultimo turno |  |
|  |             |               |              |             |             |  |  |              |              |              |              |              |  |
|  | 7           | Taylor Fritz  | Taylor Fritz | 6           | 6           |  |  |              |              |              |              |              |  |
|  | WC          | Nicola Kuhn   | Nicola Kuhn  | 4           | 3           |  |  | 7            | Taylor Fritz | Taylor Fritz | 7            | 7            |  |
|  |             | Marius Copil  | 5            | 6           | 7           |  |  |              | Marius Copil | Marius Copil | 65           | 5            |  |
|  | 13          | Nicolás Jarry | 7            | 4           | 62          |  |  |              |              |              |              |              |  |